# День рождения Виктора Цоя (альбом)
День рождения Виктора Цоя — концертный альбом, посвященный 40-летию со дня рождения Виктора Цоя в 2002 году. Альбом встречается под другими названиями — «В день рождения В. Цоя» или «В день рождения Виктора Цоя».
Записан в спортивно-концертном комплексе «Петербургский» 21 июня 2002 года. По большей части является трибьют-альбомом группе «Кино». 8 композиций группы «Кино» были исполнены гостями, ещё 4 — песни других авторов. Три трека ранее были записаны для трибьют-альбома «КИНОпробы». В концерте принял участие Алексей Рыбин — гитарист первого состава группы «Кино» в 1980—1983 годах и участник записи альбома «45».

## История создания
Организаторами концерта выступили вдова Виктора Цоя Марьяна Цой, Артемий Троицкий, Игорь Гудков (Панкер) и Игорь Силиверстов (Труба). В концерте также приняли участие группы Tequilajazzz и «Разные люди», однако в издание альбома они не вошли.
Артемий Троицкий о концерте: «Никого не принуждали обязательно исполнять цоевские произведения, поэтому многие ограничились собственным репертуаром, что иногда значительно приятнее слушать, чем неудачные перепевки». Этим объясняется наличие в альбоме четырёх собственных песен исполнителей: «Агата Кристи» своей песней «Моряк» (вино и гашиш) продолжает тему, поднятую Цоем в песне «Транквилизатор», Александр Чернецкий («Разные люди») и Михаил Горшенёв («Король и шут») на концерте дуэтом исполнили песню «Разных людей» — «Русская тоска» (в альбом не вошла).

## Список композиций
1. Артемий Троицкий — Вступление (4:03)
2. Алексей Рыбин — Электричка (4:27)
3. Алексей Рыбин — Восьмиклассница (5:11)
4. Телевизор — Уходи один (4:47)
5. АукцЫон — Заведующий (7:31)
6. ДДТ — Когда-то ты был битником (6:01)
7. ДДТ — Просто хочешь ты знать (4:42)
8. Агата Кристи — Моряк (3:46)
9. Алиса — Песня без слов (5:34). Композиция «Песня без слов» вошла в постоянный концертный репертуар группы «Алиса». Концертный вариант песни был издан на сингле «Без креста» (2003). Оригинальная строчка песни «Каждому вору — возможность украсть» из религиозных соображений изменена Константином Кинчевым на «Каждому вору — возможность НЕ красть»[4].
10. Король и Шут — Следи за собой (4:50)
11. Александр Ф. Скляр и Ва-Банкъ — Мама, мы все тяжело больны (6:20)
12. Чиж и Со — Бездельник (5:27)
13. Гарик Сукачев и Неприкасаемые — Свободу Анжеле Дэвис (4:37)

В треках 2 и 3 вместе с Алексеем Рыбиным сыграли Наиль Кадыров — гитарист групп «Зоопарк» и «Разные люди» и Юрий Николаев — барабанщик групп «Поп-Механика», «Аквариум» и «Разные люди».[2]

## Авторы песен
- 2, 3, 6, 7, 9-12 — Виктор Цой
- 4 — Михаил Борзыкин
- 5 — Леонид Федоров и АукцЫон
- 8 — Александр Козлов — Глеб Самойлов
- 13 — Гарик Сукачев

## Создатели альбома
- Ведущий и организатор концерта — Артемий Троицкий;
- Организатор концерта — Марьяна Цой;
- Дизайнер — Дмитрий Покровский[5] ;
- Графика — Асаль Шереметьева;
- Мастеринг — Евгений Гапеев;
- Фотограф — Олег Флянгольц.